# Eleição presidencial na Namíbia em 2004
A eleição presidencial namíbia de 2004 foi realizada entre os dias 15 e 16 de novembro. Confirmando o favoritismo, o candidato do partido governista SWAPO, Hifikepunye Pohamba, sagrou-se vencedor do pleito por ampla margem de votos em todos os estados do país, obtendo o total de 76,44% dos votos válidos contra somente 7,28% de Benjamin Ulenga, candidato do COD e seu principal adversário na disputa presidencial.

## Resultados eleitorais
| Candidatos presidenciais    | Partidos políticos                            | Ideologia partidária              | Espectro político           | Votos válidos | %      |
| --------------------------- | --------------------------------------------- | --------------------------------- | --------------------------- | ------------- | ------ |
| Hifikepunye Pohamba         | Organização do Povo do Sudoeste Africano      | Socialismo                        | Esquerda                    | 625 605       | 76,44  |
| Benjamin Ulenga             | Congresso dos Democratas                      | Socialismo democrático            | Centro-esquerda             | 59 547        | 7,28   |
| Katuutire Kaura             | Aliança Democrática Turnhalle                 | Liberalismo económico             | Centro-direita              | 41 905        | 5,12   |
| Kuaima Riruako              | Organização Nacional pela Unidade Democrática | Minoria hereró                    | Centro-direita              | 34 651        | 4,23   |
| Justus Garoëb               | Frente Unida Democrática                      | Minoria damara                    | Centro-direita              | 31 354        | 3,83   |
| Henry Mudge                 | Partido Republicano                           | Conservadorismo Democracia cristã | Direita                     | 15 955        | 1,95   |
| Kosie Pretorius             | Grupo de Ação Monitora                        | Conservadorismo                   | Direita                     | 9 378         | 1,15   |
| Total de votos válidos      | Total de votos válidos                        | Total de votos válidos            | Total de votos válidos      | 818 395       | 98,23  |
| Votos em branco/nulos       | Votos em branco/nulos                         | Votos em branco/nulos             | Votos em branco/nulos       | 14 770        | 1,77   |
| Votos totais contabilizados | Votos totais contabilizados                   | Votos totais contabilizados       | Votos totais contabilizados | 833 165       | 100,00 |
| Eleitorado apto a votar     | Eleitorado apto a votar                       | Eleitorado apto a votar           | Eleitorado apto a votar     | 977 742       | 85,21  |